# Sabiržan Muminov
Sabiržan Rustamovič Muminov (in cirillico: Сабиржан Рустамович Муминов?; 16 aprile 1994) è un saltatore con gli sci kazako.

## Biografia
Sabiržan Muminov, attivo dall'agosto del 2009, ha esordito in Coppa del Mondo il 10 marzo 2015 a Kuopio (53º) e ai Campionati mondiali a Val di Fiemme 2013, dove si è classificato 12º nella gara a squadre; in seguito ha preso parte alle rassegne iridate di Falun 2015 (45º nel trampolino lungo), Seefeld in Tirol 2019 (12º nella gara a squadre, 13º nella gara a squadre mista), Oberstdorf 2021 (45º nel trampolino normale, 14º nella gara a squadre) e ai Mondiali di volo di Vikersund 2022, dove si è piazzato 36º nella gara individuale. Ai Mondiali di Planica 2023 è stato 11º nella gara a squadre e 14º nella gara a squadre mista e a quelli di Trondheim 2025 si è classificato 10º nella gara a squadre; non ha preso parte a rassegne olimpiche.

## Palmarès

### Coppa del Mondo
- Miglior piazzamento in classifica generale: 55º nel 2022